# Afandilar (Qubadli)
Afandilar est un village de la région de Qubadli en Azerbaïdjan.

## Histoire
Le nom ancien du village était "Kurd Afandilar".
En 1993-2020, Afandilar était sous le contrôle des forces armées arméniennes. En 2020, le village d'Afandilar a été restitué sous le contrôle de l'Azerbaïdjan.